# Lycia florentina
Lycia florentina is een vlinder uit de familie spanners (Geometridae). De wetenschappelijke naam is voor het eerst geldig gepubliceerd in 1882 door Stefanelli.
De soort komt voor in Europa.